# Мері (жрець Амона)
Мері або Мери (XIV ст. до н. е. ) — давньоєгипетський державний діяч, верховний жрець Амона у Фівах за правління фараона Аменхотепа II.

## Життєпис
Походив зі знатного роду. Син Небхетіре, Першого пророка (жерця) Міна в Коптосі, та Нухайт, головної няньки фараона. Протягом правління фараона Тутмоса III послідовно обіймав посади наглядача на зерносховищами, наглядача за полями Амона, ключаря Амона, начальника скарбниці, Першого пророка Амона.
На початку правління фараона Аменхотепа II стає верховним жерцем. До цього додалася посада наглядача над жерцями Верхнього і Нижнього Єгипту. Оскільки час панування цього фараона сильно коливаєьбся, що Мері став у 1445 або 1424 році до н. е. під час його урядування жрецтво Амона збільшувала статки, проте корилося політичній волі володаря, не наважувалося кидати йому виклику. Це також було обумовлено характером самого Мері
Він більше опікувався релігійними та адміністративними справами, оскільки зберіг посаду начальника скарбниці, а також призначається головою обох будинів золота та начальником обох домі срібла. Фактично опікувався підтриманням економіки держави.
Помер наприкінці правління фараона Аменхотепа II. Його гробниця TT95 знайдена у Фівах. Чорно базальтова статуя Мері знаходиться в Каїрському музеї.